# Ібукі (гора)
Ібукі — гора в Японії, префектура Шіґа.
Висота становить 1 377 метрів над рівнем моря. Входить до списку 100 відомих гір Японії.

## Галерея

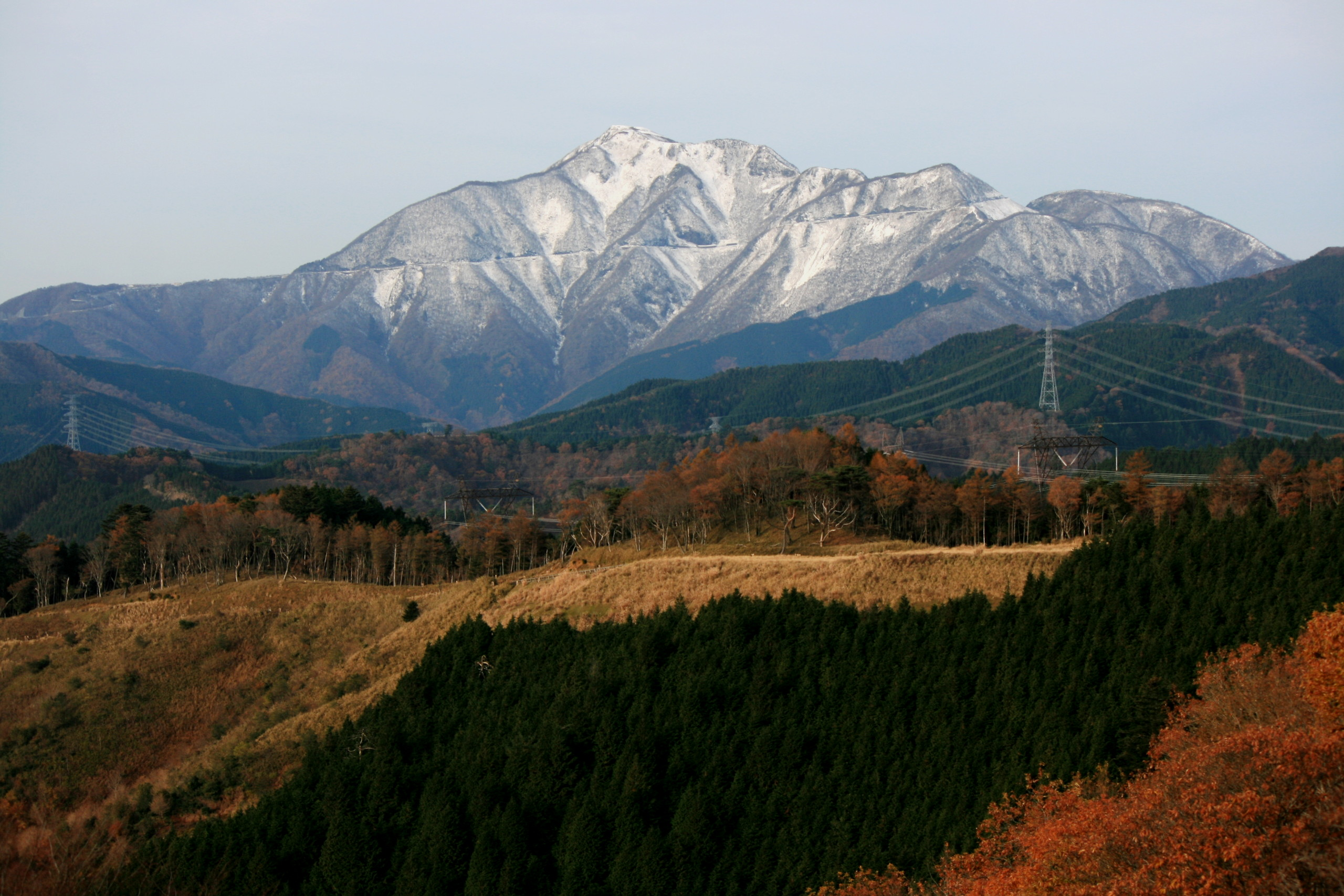
Вид з гори Ікеда
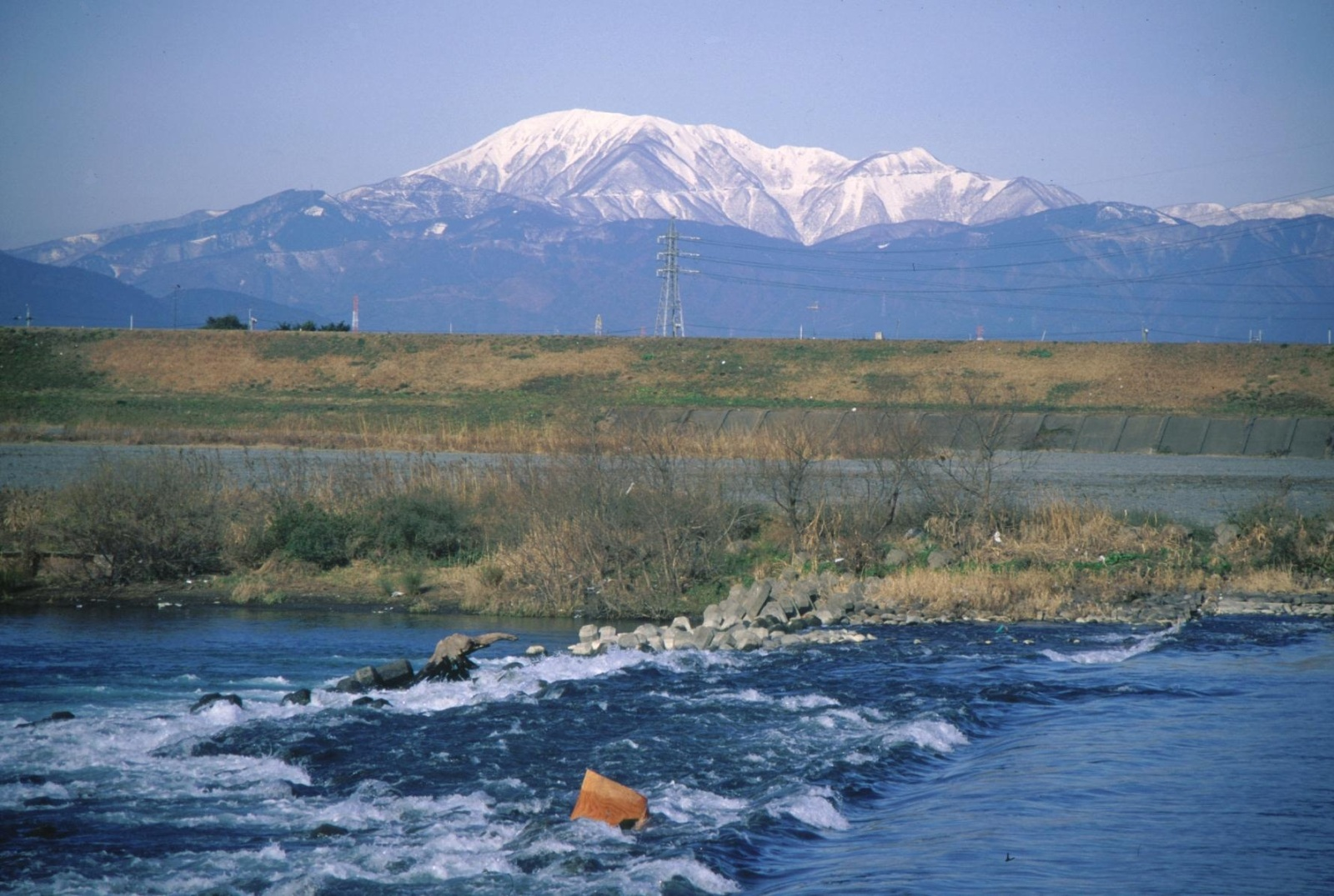
Вид з ріки Ібі
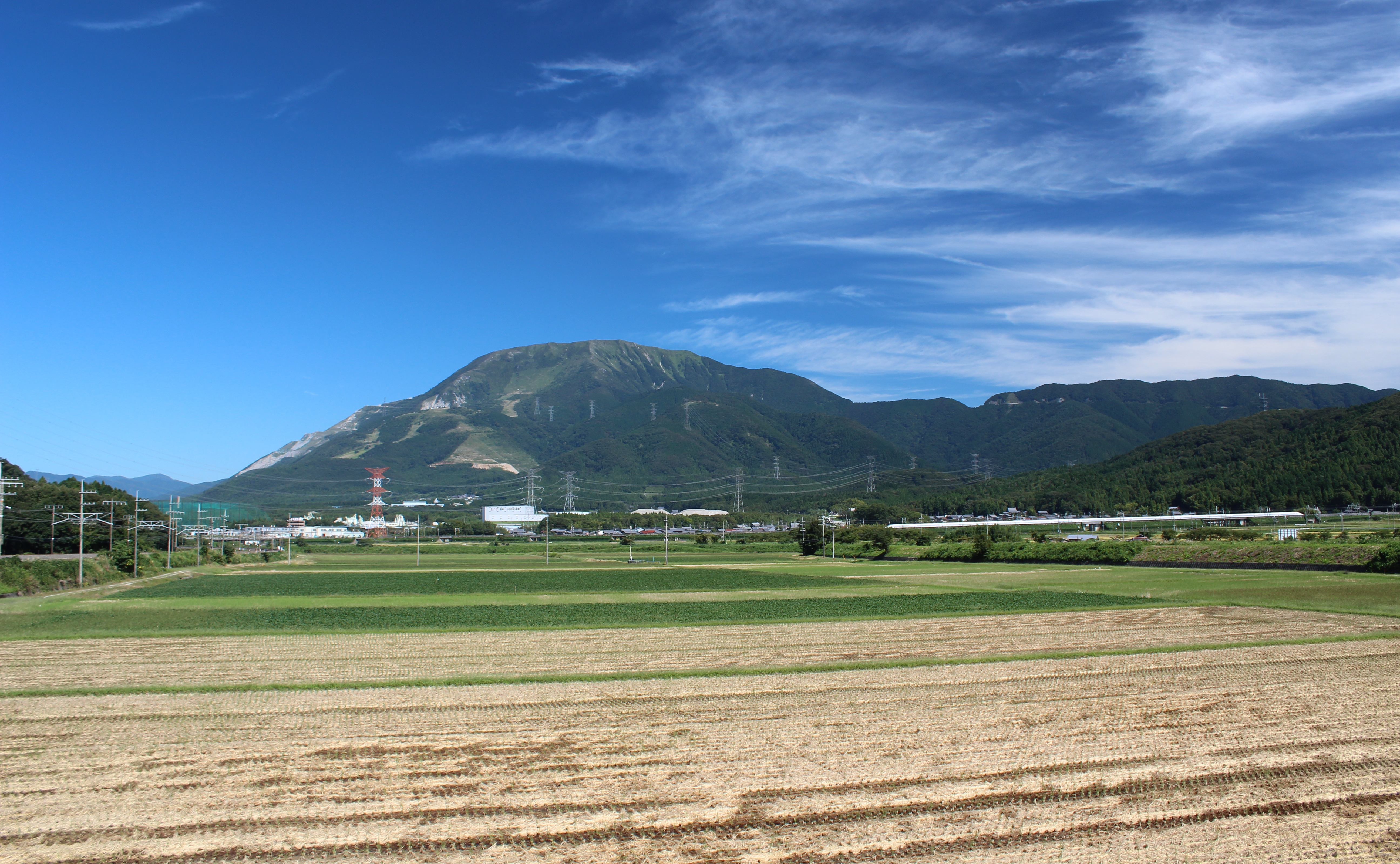
Вид з Байбари Кашівараби
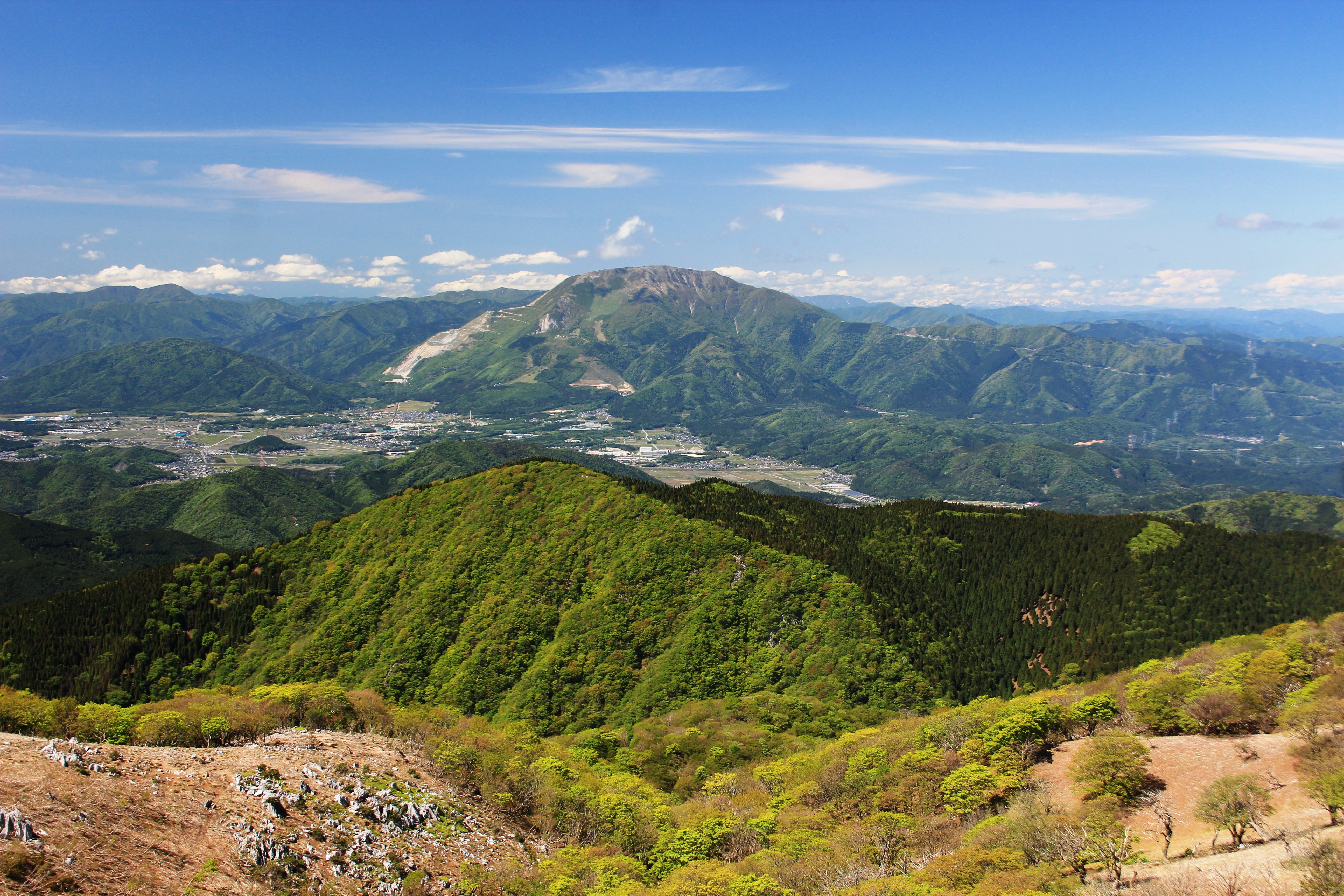
Вид з гори Рьозен
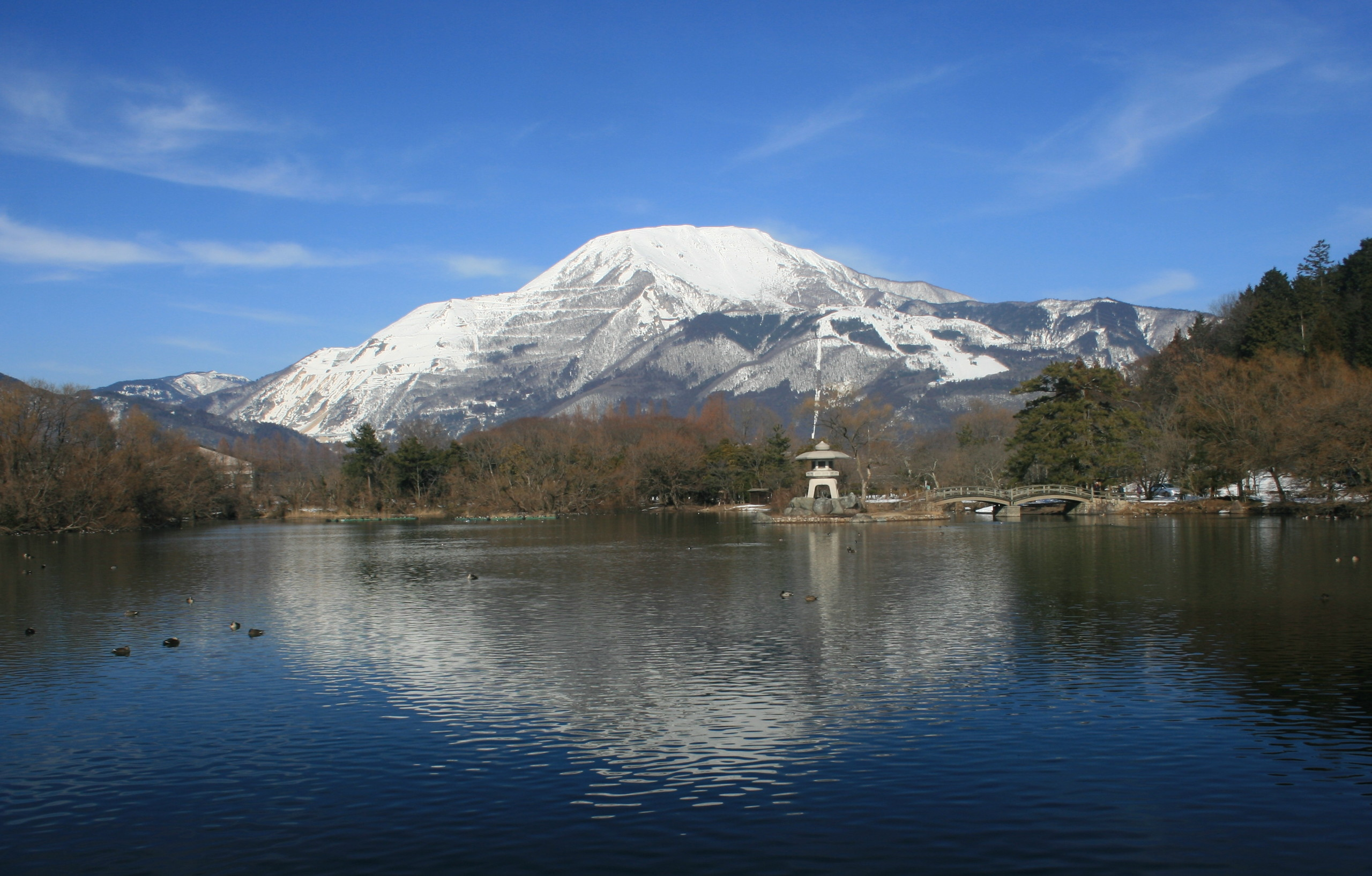
Вид зі ставку Мішіма
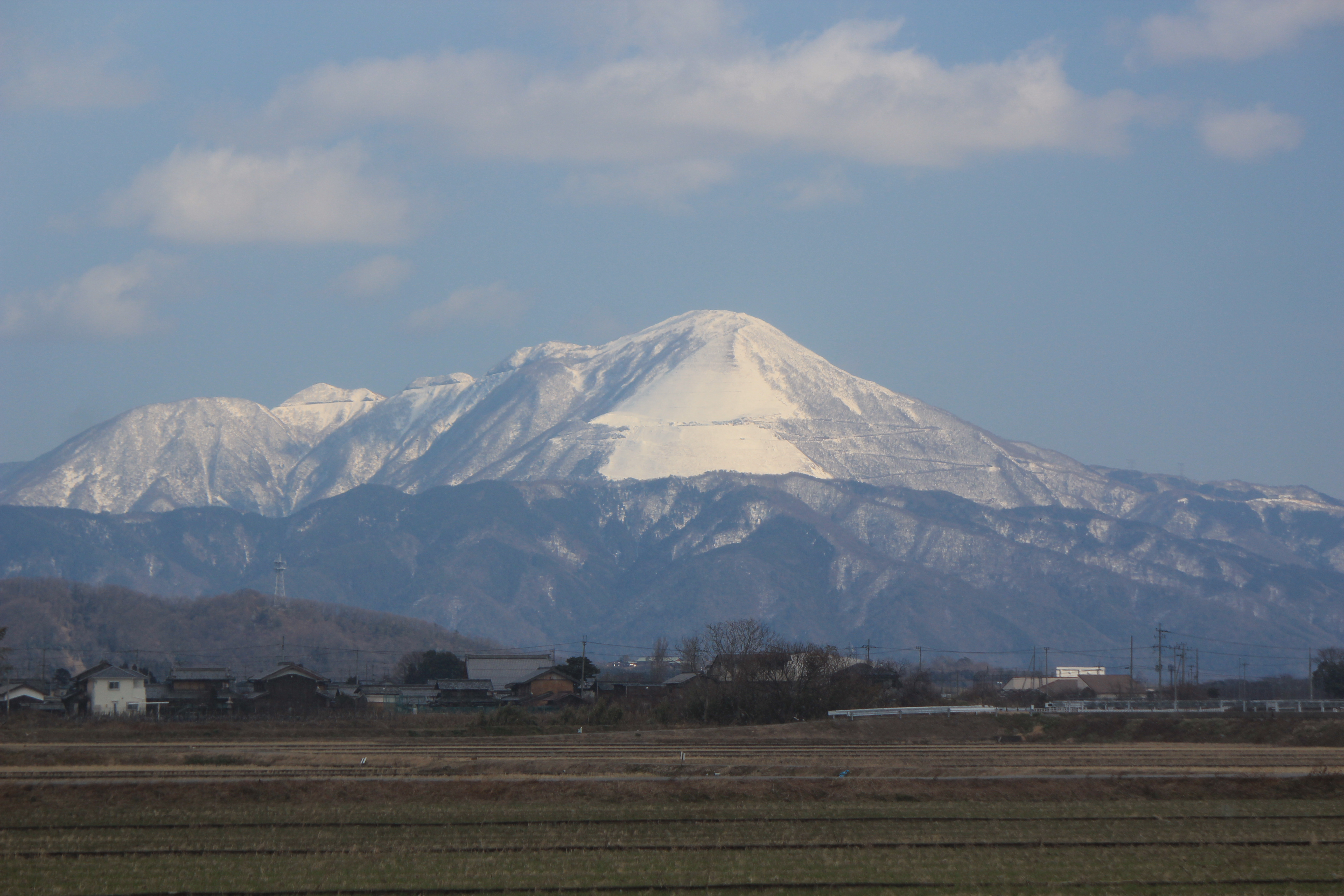
Вид зі станції Кохоку
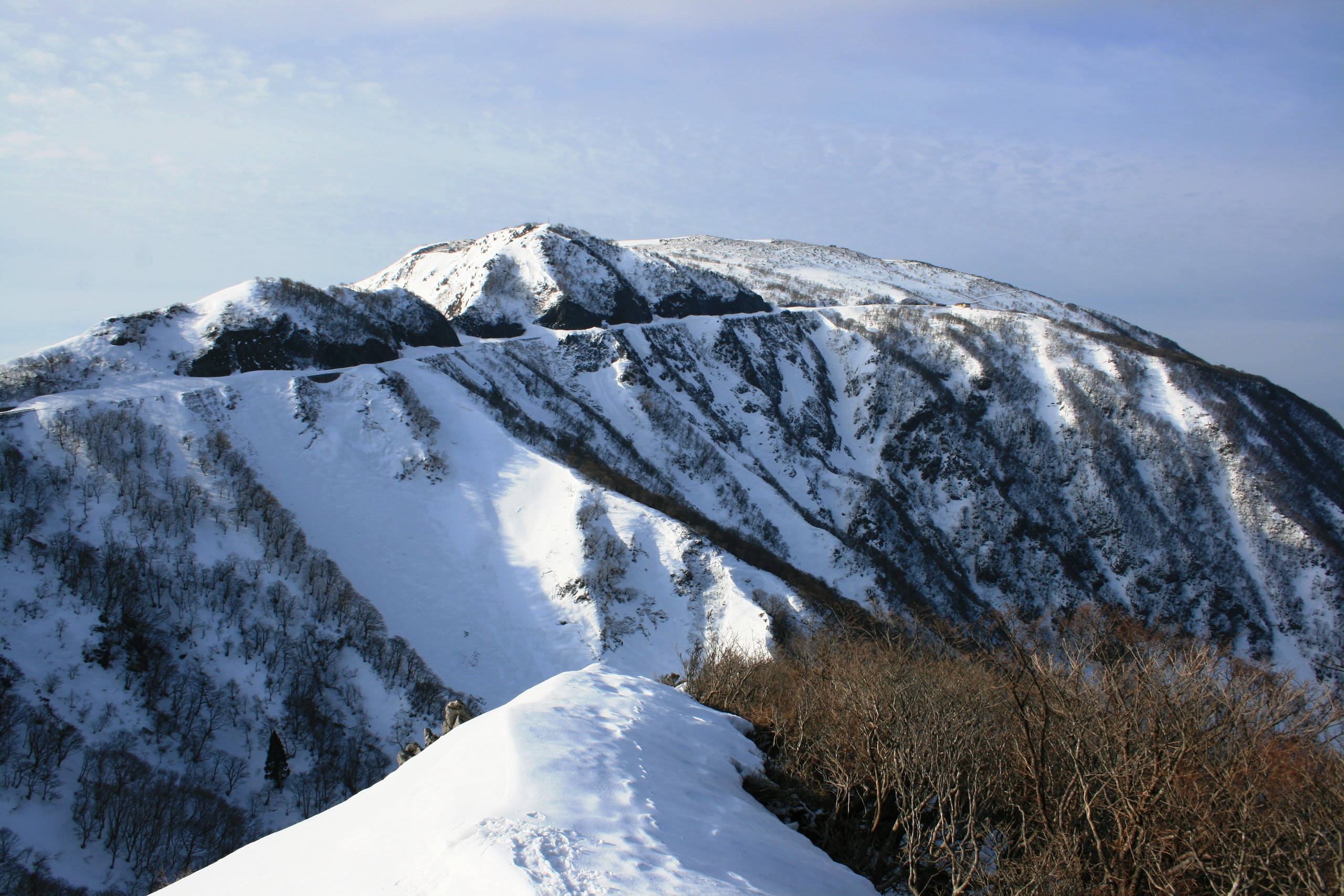
Вид з Шізумагахари